# Vrå
Vrå es una localidad situada en el municipio de Hjørring, en la región de Jutlandia Septentrional (Dinamarca), con una población en 2012 de unos 2522 habitantes.
Se encuentra ubicada en el extremo norte de la península de Jutlandia, junto a la costa del Skagerrak (mar del Norte).